# الجامع الكبير (ثلاء)
الجامع الكبير هو مسجد تاريخي في مدينة ثلاء بمحافظة عمران، بني في بداية العصر الإسلامي على تل يتوسط المدينة ويتم الوصول ليه عبر ممر جبلي صعودا، وللمسجد 25 قبة.

## تاريخ
- 721 هجرية بناء القسم الجنوبي الشرقي للجامع.[2]
- 797 هجرية بناء إيوان التدريس في الجامع.[1]
- في الفترة الممتدة من 1054 إلى 1087هجرية الإمام المتوكل على الله إسماعيل بن القاسم يأمر بتوسعة الجامع الكبير وبناء القسم الشمالي للجامع.[2]

## التصميم
للجامع الكبير ثلاثة أبوب ويتكون الجامع الكبير في مدينة ثلاء من بيت للصلاة وصحن مكشوف بالإضافة إلى إيوان للتدريس وسكن للطلاب و 25 قبة ومئذنة بنيت في زاوية الجامع الجنوبية الشرقية، وزين الجامع ومرافقه بنقوش والزخارف والفسيفساء والخطوط العربية.